# Balduin, der Sonntagsfahrer
Balduin, der Sonntagsfahrer (Originaltitel: Sur un arbre perché) ist eine französisch-italienische Filmkomödie von Serge Korber aus dem Jahr 1971.

## Handlung
Der reiche Straßenbauunternehmer Henri Roubier (Louis de Funès), genannt Beleluin, hat in Italien ein gutes Geschäft abgeschlossen und fährt von San Remo nach Nizza. Zwei Anhalter, Madame Müller (Geraldine Chaplin, Tochter von Charlie Chaplin) mit ihrem Hund und ein namenloser Tramper (Olivier de Funès, Sohn von Louis), die Roubier eher widerwillig mitgenommen hat, bringen ihn im Verlauf der Fahrt derart in Rage, dass er von der Gebirgsstraße nach Cassis abkommt, und über einen Abhang stürzt. Der Wagen landet in der Krone einer Pinie, die in der Steilwand über dem Meer wächst.
Die drei Wageninsassen unternehmen zuerst vergebliche Versuche, das Auto auf zusammengebundenen Kleidungsstücken zu verlassen. Auch die extreme Hitze und Flüssigkeitsmangel machen ihnen zu schaffen. Sie warten in Unterwäsche auf Rettungskräfte. Gemeinsam muss das Trio nun das Gleichgewicht halten, damit der Wagen nicht in die Tiefe stürzt. Durch eine Flaschenpost von Roubier, die die Küste erreicht, wird der Verbleib von Roubier und seinen Begleitern bekannt, und es setzt ein großer Rummel der Medien ein, die das weitere Geschehen live im Fernsehen übertragen, was zahlreiche weitere Schaulustige anzieht. Auch Roubiers streng gläubige Ehefrau taucht am Schauplatz auf und glaubt, ihr Mann habe eine Affäre mit Madame Müller. Durch ein batteriebetriebenes Fernsehgerät können die Wageninsassen mitverfolgen, wie die Medien den „Fall“ ausschlachten. Roubier verdächtigt wegen einer Berichterstattung über einen Serienmörder den Anhalter, dieser könnte der Gesuchte sein. In Roubiers Albträumen sucht ihn der Tramper als Vampir heim.
Erst nach mehreren Tagen erscheint ein Hubschrauber, der den Wagen mitnimmt. Zuvor hatte Madame Müllers eifersüchtiger Mann, der die Turteleien seiner Frau mit dem Tramper im Wagen durch ein Fernglas an der Steilküste gesehen hatte, vergeblich versucht, die Rettungsaktion zu vereiteln. Gegner von Roubier aus Politik und Wirtschaft erreichen schließlich mit Schmiergeldzahlungen, dass der Wagen samt „Besatzung“ das Festland nicht erreicht und auf einer winzigen Insel abgesetzt wird.

## Hintergrund
In Frankreich zählte man ca. 1,62 Millionen Kinozuschauer.
Die Pinie aus dem Film steht an Frankreichs höchster Steilküste, etwa 20 Kilometer östlich von Marseille bei Cassis (Corniche des Crêtes). Die Straße wurde erst zwei Jahre vor den Dreharbeiten dem Verkehr übergeben.
Obwohl die Filmfigur „Henri“ heißt, gab der deutsche Verleiher dem Film den Titel „Balduin der Sonntagsfahrer“. Louis de Funes hatte bereits die Hauptrolle in einigen Filmen gespielt, die den Namen „Balduin“ im Titel trugen (Balduin, der Geldschrankknacker, Balduin – das Nachtgespenst etc.). Bei diesem Film wurde die Tradition fortgesetzt.
Die deutsche Fassung entstand bei der Deutschen Synchron. Das Buch schrieb Ursula Buschow und Karlheinz Brunnemann führte Regie. Stammsprecher Gerd Martienzen synchronisierte Louis de Funes.
Die üblicherweise im Fernsehen ausgestrahlte, synchronisierte Fassung ist geschnitten – der Schluss des Films ergibt daher keinen Sinn. Die Originalfassung enthält drei weitere Szenen, zu Beginn des Films, in der Mitte und am Schluss, wo man drei Kontrahenten von Roubier sieht, die ebenfalls mit dem Autobahnbau Geschäfte machen wollen. Diese sitzen am Ende des Films auch in dem Hubschrauber, der letztlich den Wagen auf einer einsamen Insel absetzt, um so ihren Gegenspieler weiterhin auszuschalten. Diese fehlenden Szenen wurden nicht synchronisiert, sind auf neueren Veröffentlichungen aber enthalten und wurden untertitelt.

## Weitere Einzelheiten
Die Dreharbeiten waren für die damalige Zeit recht komplex. Regisseur Serge Korber filmte fünf Wochen in natürlicher Umgebung in den Klippen von Cassis (den höchsten in Frankreich). Das technische Team baute eine künstliche Pinie und befestigte daran ein Auto. Dann engagierte der Regisseur Stuntmen (im Auto platziert) und Bergsteiger, um die Klippe zu besteigen. Das Auto wurde von einem Hubschrauber aus gefilmt. Außerdem benötigte man wichtige Ausrüstung für die Rettungsszenen, Spezialeffekte usw.
Ein zweiter Teil der Dreharbeiten fand im Studio mit den echten Schauspielern statt. Der Szenenbildner Rino Mondellini rekonstruierte einen Teil der Klippe und die Pinie. Es wurden Rohre installiert, um Regen zu simulieren. Ein extra System wurde auch für die Bewegungen des Autos verwendet. Schließlich konnten die Schauspieler dank der Regiekabine die Bewegungen der Stuntmen in der natürlichen Umgebung beobachten, um sie naturgetreu nachmachen zu können.
Der ursprüngliche Name des Projekts lautete L'Accident (Der Unfall). Yves Montand und Annie Girardot sollten die Hauptdarsteller sein. Nachdem Louis de Funès die Geschichte gelesen hatte, hielt er sie für einen guten Stoff für eine Komödie und das Drehbuch wurde komplett umgeschrieben.
Die zweite Zusammenarbeit zwischen de Funès und Korber nach Alles tanzt nach meiner Pfeife (1970) war ein mäßiger Erfolg für eine Produktion mit Louis de Funès. Er zog in Frankreich immerhin noch 1.622.836 Zuschauer an und belegte damit den 19. Platz des Jahres 1971. Die Einnahmen des Spielfilms sind die niedrigsten, die je ein Film mit Louis de Funès als Hauptdarsteller einspielte, weil dieser normalerweise immer für volle Kassen sorgte.
Shirley MacLaine sollte ursprünglich die Rolle besetzen, die Geraldine Chaplin, die Tochter Charlie Chaplins schließlich spielte. Nach einem Streit darum, wann der Film gedreht werden sollte, musste sie die Rolle jedoch abgeben. Dies ist auch das sechste und letzte Mal, dass Olivier de Funès mit seinem Vater gemeinsam auftrat, bevor er Pilot einer Fluggesellschaft wurde.
Manchmal wird erwähnt, dass Pierre Richard in diesem Film mitspielt. Es handelt sich hierbei nicht um den sehr bekannten Schauspieler (Der große Blonde), sondern um einen gleichnamigen, zwischen 1958 und 1971 aktiven Schauspieler.
Der eigentliche „Star“ des Films ist ein 1965er Chevrolet Impala SS Cabrio.

## Kritiken
Die Zeitschrift prisma meinte, die Komödie sei „routiniert gedreht“. Sie liefere „genug Haar sträubende [sic!] Situationen für die typische Komik von de Funès“, der sich jedoch auch „in leiseren Momenten in Szene“ setze.
Das Lexikon des internationalen Films beschreibt den Film als „[u]nterhaltsame Louis-de-Funès-Komödie mit Seitenhieben auf die Leistungsgesellschaft“, die „präzise und mit Tiefgang entwickelt“ worden sei.